# Tracteur à marche électrique
Pour les articles homonymes, voir TME.

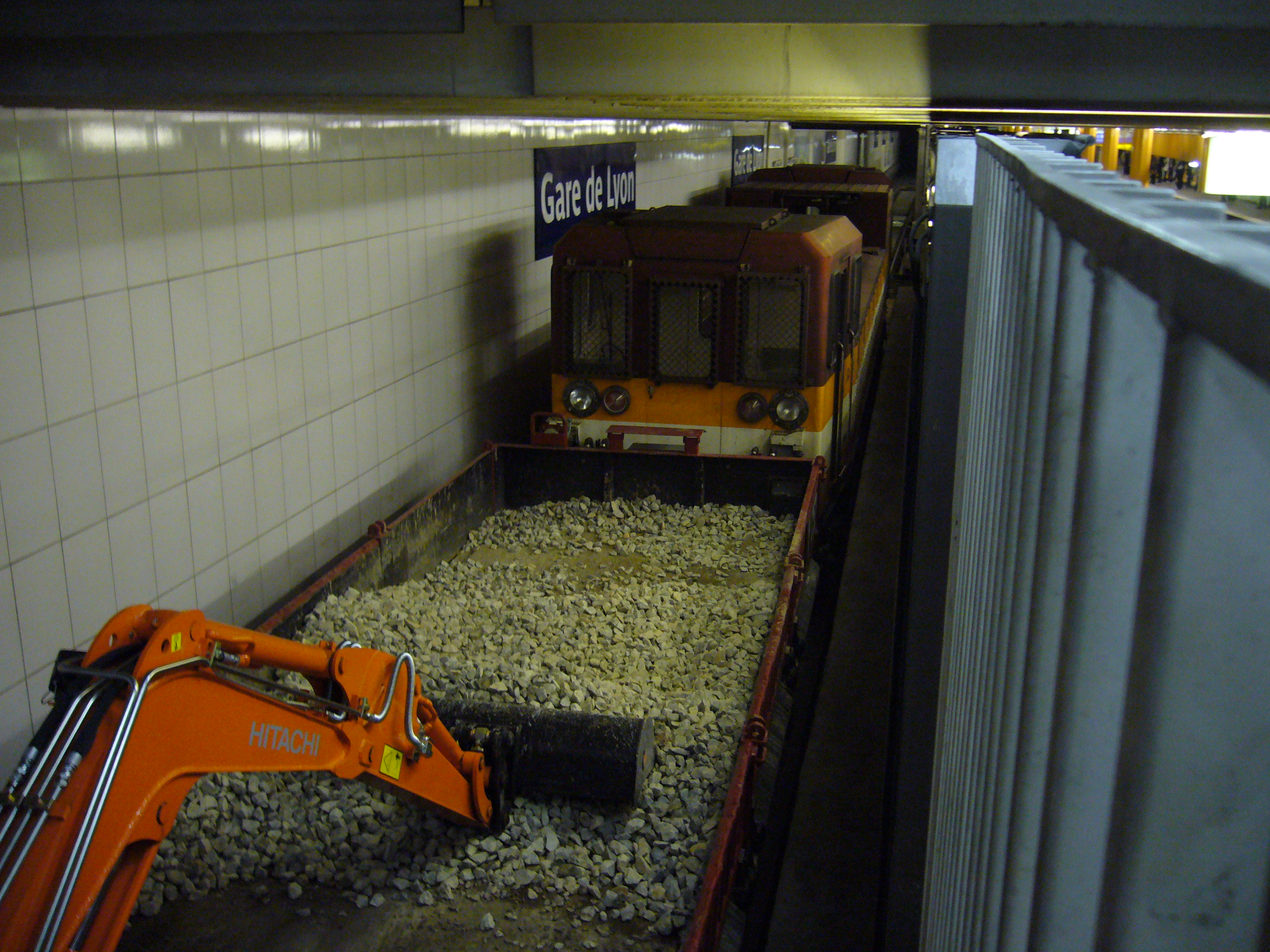
Un TME avec du ballast garé à la station de métro Gare de Lyon.

Le tracteur à marche électrique (TME) est un matériel de travaux du métro de Paris commandé en 2002 et dont la livraison par le constructeur français CFD Bagnères commence en 2005.

## Histoire
Les 14 TME commandés remplacent la plupart des tracteurs Sprague-Thomson, anciennes motrices réformées en tracteurs de service, dont les pièces détachées devenaient délicates à obtenir. Ils sont affectés aux ateliers de la Villette. Ces matériels sont de configuration BB, dotées de deux moteurs asynchrones triphasés de 220 kW, alimentés en 400 volts triphasé par une électronique de puissance type IGBT. Ils sont couplables en unités multiples avec leurs cousins, les tracteurs à marche autonome (TMA). Les TME sont assemblés par les ateliers de la Compagnie de chemins de fer départementaux à Bagnères-de-Bigorre (CFD Bagnères) avec des composants fournis par le groupe Vossloh-Kiepe. La commande est passée par la Régie autonome des transports parisiens (RATP) au groupement mené par les CFD en 2002, pour 22 millions d’euros.
Les éléments sont numérotés à la suite des TMA, soit de TME 15 à TME 28,.

## Fiche technique

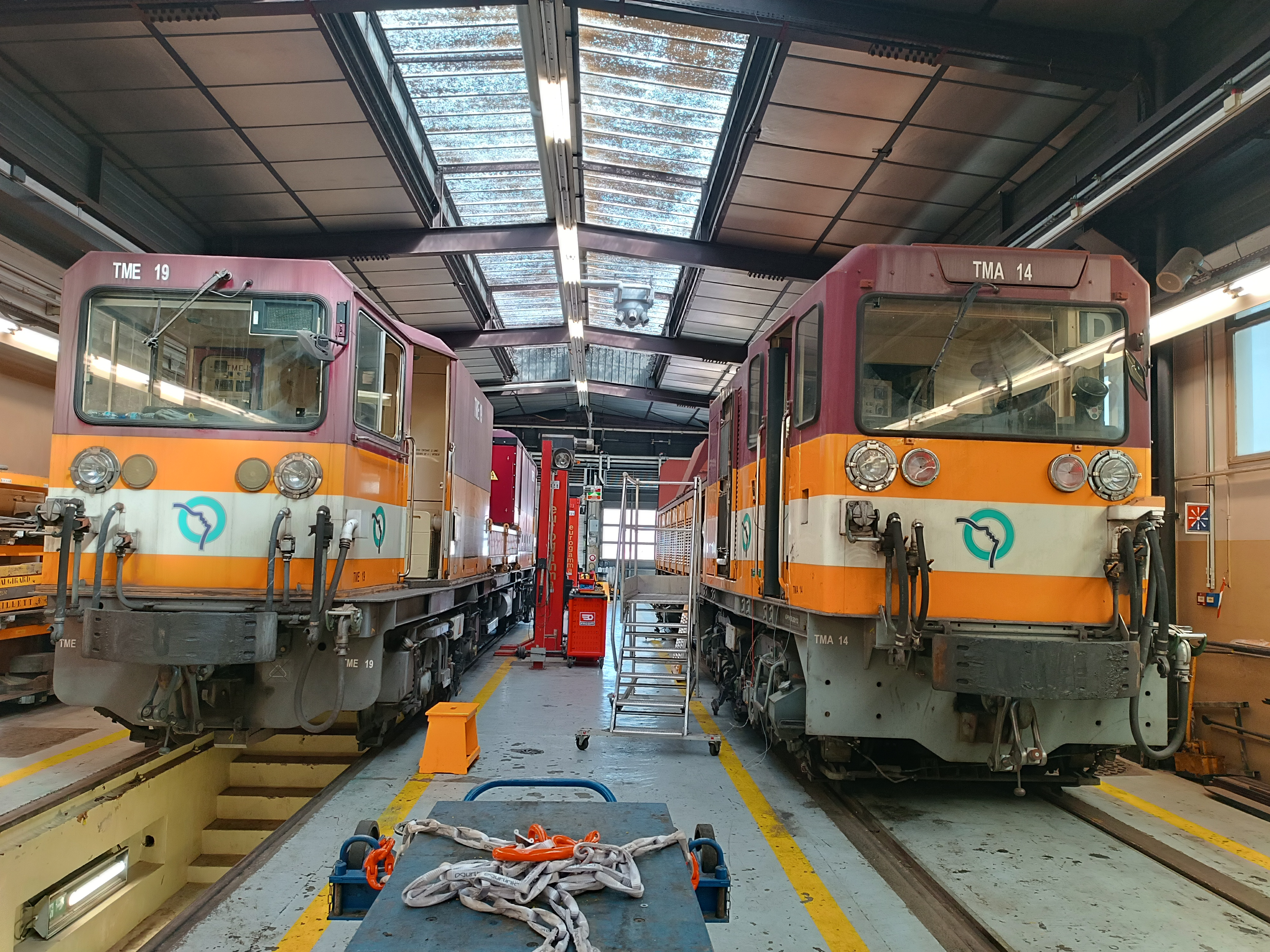
Un TME et un TMA côte à côte aux ateliers de La Villette.

- Alimentation : 750 volts continu par troisième rail
- Écartement : 1 435 mm
- Diamètre des roues : 950 mm
- Vitesse maximum : 45 km/h
- Masse totale : 55 t
- Locomotive/train masse : 60⁄180 t
- Traction : deux moteurs forcé-ventilé triphasé
- Motorisation asynchrone
- Puissance électrique : 220 kW